# 漢傳佛教宗派
漢傳佛教宗派，是对佛教传入漢地後經本土化过程，演變成对教义、经典及仪轨的不同解释定义而形成的主要幾個宗派，普遍說法共有十宗。汉传佛教发展到隋唐时期，佛教已进入鼎盛时期，主要宗派也于此时形成，并得以发展壮大。
漢傳佛教十宗的说法大致起源于清末杨仁山居士整理日僧凝然《八宗綱要钞》，但亦有不同说法，有说应分为十一家的，有说是十三家，但今天普遍的说法为十宗。
漢傳佛教十宗中包括了两个部派佛教宗派，分别为俱舍宗、成實宗；八个大乘佛教宗派，分别为天台宗、三论宗、律宗、净土宗、法相宗、禅宗、華嚴宗、密宗。此外还有毗昙宗、地論宗、攝論宗、涅槃宗等。

## 部派二宗

### 俱舍宗
为部派佛教（昔稱「小乘」）宗派，又称小乘有宗，以《俱舍論》为根本依據。其前身为毗昙宗并于此演变而来。
唐朝以後，由于汉传佛教僧团更加重视大乘佛法，俱舍宗因而衰败。不过，在唐朝时期，由于隨日本遣唐使被派遣往大唐的僧侣多从俱舍宗，俱舍宗在日本发展相对比在中国发达，并延续至今。

### 成實宗
为部派佛教宗派，又称小乘空宗，以《成實論》为根本依據。与三论宗有紧密联系，所以其并非狹義的小乘宗派，而是一个兼顾大小乘佛法的综合性教派。
成实宗同俱舍宗一样有传至日本，并在其中得以发展，并在奈良时期成为日本的南都六宗之一。

## 大乘八宗

### 天台宗
发源地为光州大苏山净居寺，因其创始人智顗常驻浙江天台山说法，故稱天台宗。以《妙法莲华经》为其根本依據，也稱法华宗。
天台宗在朝鲜半岛及日本传习甚多。

### 三论宗
以《中論》、《十二门論》、《百論》為根本依據，又稱不真宗。

### 律宗
律宗因着重研习毗奈耶及传持佛教戒律、严肃佛教戒规而得名，为唐朝高僧道宣所创，因其以《四分律》為根本依據，也稱四分律宗。也因道宣最后在终南山修行，律宗也称南山宗。

### 淨土宗
净土宗是以专修往生阿弥陀佛西方极乐世界净土而得名的宗派之一。其以《佛說阿彌陀經》、《觀無量壽佛經》与《無量壽經》为根本经典。

### 法相宗
又名唯识宗、慈恩宗，以《解深密經》为根本依據，而修习经典为瑜伽师地论。属于瑜伽行唯识学派。
法相宗则是属于唯识宗，“唯心所现、唯识所变”，以描述宇宙何以森罗万象的心识理论为主要课题。

### 禅宗
始于菩提达摩，盛于六祖惠能。以《壇經》為根本依據。中晚唐之后成为汉传佛教的主流，也是汉传佛教最主要的象征之一。与天台、华严二宗为三大本土宗派。
其核心思想为开悟“不立文字，教外别传；直指人心，见性成佛”。
禅宗主要的活动地区在江南地区，如今在国际当中也有不错的发展，尤其在欧洲地区。

### 華嚴宗
以《華嚴經》為根本依據，故稱為華嚴宗。以杜顺和尚为始祖，智俨法师为二祖，法藏法师为三祖，清凉澄观法师为四祖，圭峰宗密禅师为五祖。宋朝加入马鸣、龙树而为七祖。实际创始人是法藏，但传统上以龙树菩萨为初祖。因法藏受封贤首国师，故此宗或称为贤首宗。
同天台宗一样在朝鲜半岛及日本有大批信眾。

### 密宗
四世纪时出现在印度。以《大日經》為根本依據。在修行方式上而非在教理上有很多不许公开的秘密传授，及充满神秘内容的特征，因而又被称为密教；而相对于密教，之前的佛教流派包括其他的大乘佛教、上座部佛教，则被称为显教。
它的别名甚多，又称为怛特罗佛教、秘密教、秘密乘、密乘、金刚乘、真言乘、瑜伽密教、真言宗。

## 大乘五宗
大乘佛教也说教、律、禅、密、净五宗。
- 教：教谓讲经说法，注重经教發展，即天台、华严、三论和唯识四宗
- 律：律宗
- 禅：禅宗
- 密：密宗
- 净：净土宗

## 十宗祖師
作於清朝的《百丈清規證義記》以禪宗、律宗、懺摩宗、天台宗、華嚴宗、法相宗、法性宗、密宗、翻譯宗、淨土宗為十宗，各宗祖師為：
- 禪宗，祖師為菩提達磨、百丈懷海。
- 律宗，祖師為曇無德、道宣。
- 懺摩宗，祖師為寶誌、悟達。
- 天台宗，祖師為龍樹、智顗。
- 賢首宗，祖師為杜順、賢首。
- 慈恩宗，祖師為玄奘、窺基。
- 法性宗，祖師為僧肇、道安。
- 密部宗，祖師為金剛智、不空。
- 翻譯宗，祖師為迦葉摩騰、竺法蘭。
- 淨土宗，祖師為慧遠、善导。